# Vier-Giebel-Haus

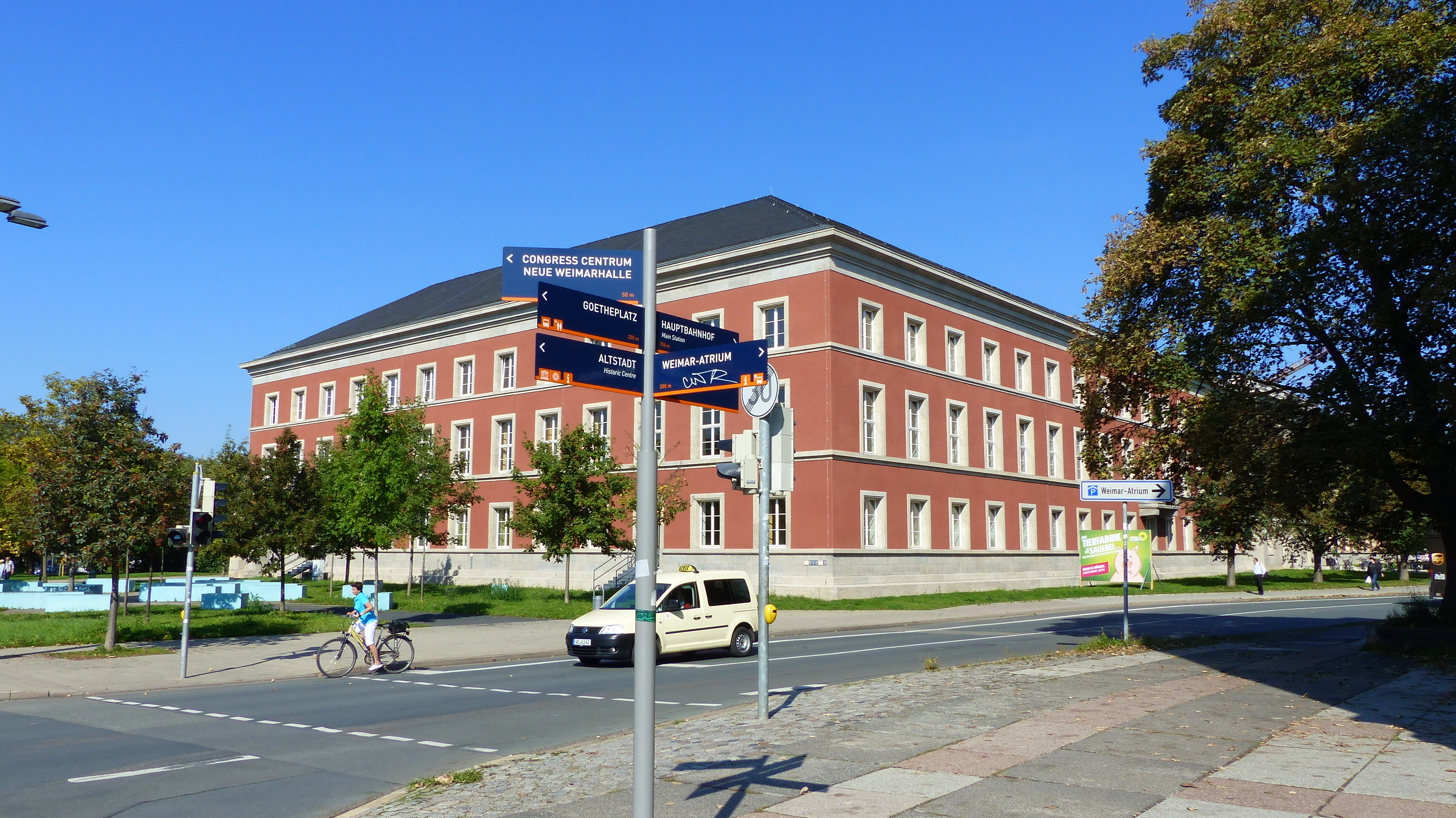
Straßenkreuzung am ungefähren früheren Standort der Häuserzeile, im Hintergrund das westliche Gebäude des Gauforums

Das Vier-Giebel-Haus war eine stadtbildprägende Häuserzeile aus ursprünglich vier Einzelhäusern in der Innenstadt von Weimar in Thüringen.

## Geschichte
Die Häuserzeile aus vier einzelnen, baugleichen Wohn- und Geschäftshäusern mit markanten, namensgebenden Zwerchhausgiebeln, wurde 1913 am Standort Am Viadukt 2, 4, 6 und 8 errichtet. Entworfen wurde die Nr. 2 von Max Stark. Eine Entwurfsskizze des Gesamtgebäudes von Paul Werschy ist erhalten und befindet sich im Stadtarchiv Weimar. Mit Umbenennung der Straße im Jahr 1933 erhielten die Gebäude die Anschrift Adolf-Hitler-Straße 16, 18, 20 und 22. Das nördlichste Gebäude, Adolf-Hitler-Straße 22, wurde 1938 gemeinsam mit dem benachbarten Asbach-Viadukt und vielen weiteren Bauwerken wie dem Vimaria-Brunnen abgerissen, um Platz für das Gauforum Weimar zu schaffen. Im Mai 1945 wurde die Adolf-Hitler-Straße erneut umbenannt, diesmal in Karl-Liebknecht-Straße. 1966 wurde das südlichste Gebäude, Karl-Liebknecht-Straße 16, abgerissen, um Platz für eine Vergrößerung der Kreuzung der Karl-Liebknecht-Straße mit der Friedensstraße zu schaffen. Die beiden verbliebenen mittleren Gebäude blieben bis 1984 erhalten und mussten, inzwischen baufällig geworden, einer nochmaligen Verbreiterung der Straßenkreuzung weichen. Sie wurden am 17. März 1984 gesprengt.